# نارين بور
نارين بور رمزها «NR» (بالإنجليزية: Narayanpur)‏ ، هو تقسيم إداري لدولة الهند تتبع ولاية تشاتيسغار (بالإنجليزية: Chhattisgarh)‏ ، مركزها هو مدينة نارين بور (بالإنجليزية: Narayanpur)‏ عدد سكانها حسب تعداد سنة 2001 هو 1,40,206 ، مساحتها 6,640 كم² وكثافة السكان 17 لكل كم² .